# Pero (Italia)
Pero (Per in dialetto milanese, AFI: [ˈpeːr]) è un comune italiano di 11 867 abitanti della città metropolitana di Milano, in Lombardia, situato tra il capoluogo e Rho; sito lungo la statale del Sempione, è attraversato dal fiume Olona.

## Origini del nome
Il nome di Pero dovrebbe derivare dal toponimo medioevale Cassina del Pero: infatti già nel X secolo è noto sul luogo un cascinale agricolo la cui produzione principale era probabilmente la frutta ed in particolare le pere.
Un'altra ipotesi fa derivare il nome dalla posizione geografica: in antichità era infatti la prima località che da Milano si incontrava percorrendo la via Mediolanum-Verbannus, già esistente in epoca pre-romana, quindi Pero deriverebbe da un'espressione dei Reti che aveva come significato per la strada.
Nel 1894 il Comune di Cassina del Pero muta semplicemente in Pero, con delibera del Consiglio Comunale datata 29 aprile ed accolta da Re Umberto I il 23 dicembre del medesimo anno.

## Storia

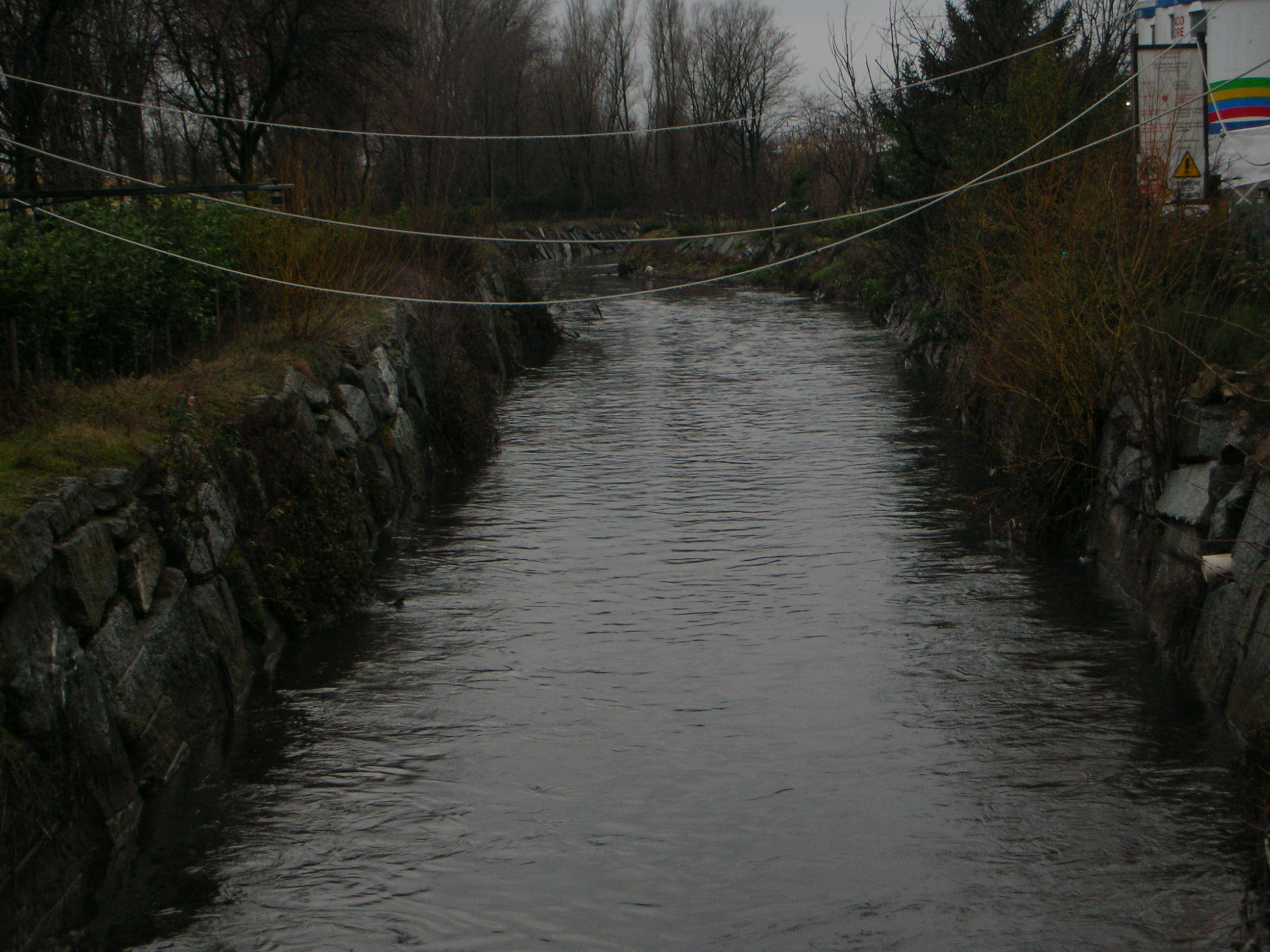
L'Olona a Pero.

Nella zona di Pero, in epoca romana, passava la via Mediolanum-Verbannus, strada romana che congiungeva Mediolanum (la moderna Milano) con il Verbannus Lacus (il Lago Verbano, ovvero il Lago Maggiore). 
Ricerche archeologiche hanno evidenziato la presenza di un fundus romano verosimilmente abbandonato nel 260 d.C. durante o dopo l'assedio degli Alemanni, che proprio per quella zona dell'agro milanese menavano verso la città.
Il primo documento finora conosciuto dove viene menzionato Pero è una pergamena datata 12 febbraio 962, in cui si parla di un vigneto a Cassina del Pero; durante il X secolo doveva quindi sorgere soltanto un cascinale agricolo, situato ai margini dell'antica strada, in cui si producevano frutta, riso, cereali e fieno.
Nel 1241 nacque a Cassina del Pero il  cavaliere Lionardus Orsino, della sua vita sappiamo pochi dettagli, ovvero che fu amico di Marco Lombardo e che era abbastanza importante da essere citato nel "De Cavalieribus italici" di Luciano Salieri
Nel corso dei secoli XVII e XVIII Cassina del Pero faceva parte del Feudo di Trenno, nel 1658 tale feudo venne assegnato a Camillo Melzi, nominato Conte di Trenno nel 1660 da Re Filippo IV di Spagna; dopo la morte di Camillo il feudo passa al Conte Cesare Monti, figlio di Maria Melzi; infine nel 1774 con l'estinzione del casato Monti, la Contea di Trenno fu devoluta alla Camera.
Tra i secoli XVIII, XIX e XX, il territorio di Pero subì diverse inondazioni dalle acque del fiume Olona. In età napoleonica il comune venne brevemente soppresso, annesso a Figino nel 1809 e a Settimo nel 1811: gli austriaci però lo restaurarono nel 1816. Nel 1882 una guida turistica che descriveva il viaggio da Milano a Ginevra lungo la strada del Sempione, di Pero dice: “… paese tristo e quasi spopolato, ciò forse dipende dal suolo uliginoso, o dagli insalubri vapori delle risaie o dalle acque malsane…”; altre testimonianze dell'epoca ancora affermano che, lungo il Sempione presso Pero, erano parecchie croci ad indicare luoghi di uccisioni per mano di ladri e briganti, che infestavano il bosco della Merlata, situato sul lato destro della strada arrivando da Milano.
Il 13 maggio 1928 viene registrata la fusione con il comune di Cerchiate.
L'abbondanza di corsi d'acqua e la posizione lungo la strada statale del Sempione, oltre che la notevole vicinanza a Milano, favoriranno nel XX secolo lo sviluppo di Pero come centro industriale. Per quanto la conversione del territorio comunale verso l'industria inizi già nella prima metà del secolo, sarà soprattutto nel secondo dopoguerra, con la costruzione della raffineria, che questo processo subirà un'accelerazione.

### Simboli
Stemma
Lo stemma del comune di Pero fu concesso con regio decreto da Vittorio Emanuele III il 18 gennaio 1937, su richiesta con descrizione, presentata in data 18 dicembre 1931: trinciato in argento è attraversato da una banda ondata d'azzurro (che indica il fiume Olona), in alto a destra c'è un albero di pero sradicato e fruttato d'oro (ad indicare il capoluogo comunale), in basso a sinistra c'è un cerchio rosso (rappresenta le due frazioni di Cerchiarello e Cerchiate); lo scudo timbrato da corona muraria di comune, è circondato da due rami di quercia ed alloro, annodati con un nastro tricolore.
Gonfalone
Il gonfalone è stato concesso con decreto del presidente della Repubblica del 18 aprile 1973.
Bandiera della Repubblica Democratica Perese
A seguito dell'esito sfavorevole dell'elezione del 1948, il sindacato agricolo comunista di Gianni Ursini in una sua missiva diretta ad Antonio Greppi (al quale mai pervenne) minacciò l'indipendenza dall'Italia. Si trattava di un mezzo per attirare l'attenzione del Comune di Milano affinché questo stanziasse fondi per i collegamenti elettrici al paese e, con il crescere della popolazione, per la scuola media che verrà costruita solo negli anni '70. Per celebrare il mezzo secolo da tale dichiarazione, alcuni membri del Circolo Socialdemocratico di Vanzago vollero realizzare una bandiera che la onorasse. La bandiera è rimasta in esposizione fino alla chiusura del Circolo nel 2003. Attualmente ne esiste solo una ricostruzione digitale.

## Monumenti e luoghi d'interesse

### Architetture religiose
Pero nel XVIII secolo era incluso nella Pieve di Trenno, mentre Cerchiate era stato oggetto di una modernizzazione barocca che l’aveva sottoposta alla Pieve di Rho.
Il tempio più antico storicamente menzionato è quello di Cerchiate, già nel 1148 si parla di una chiesetta di proprietà delle Monache Benedettine del Monastero di San Maurizio in Milano (attuale Monastero Maggiore)
Nel XIV secolo, sempre nella frazione, è testimoniata la presenza di una chiesa dedicata ai Santi Filippo e Giacomo sempre di proprietà del Monastero Maggiore, che donò poi nel 1956 i terreni per la costruzione della nuova chiesa, con la medesima intitolazione, conseguenza della demolizione della vecchia, per la sistemazione di piazza Roma.
Il 1553 è l'anno in cui viene testimoniata a Pero la presenza di una Chiesa di Santa Elisabetta: situata sul Sempione all'incrocio con l'attuale via Figino, venne elevata a Parrocchia nel 1581, per poi essere demolita alla fine degli anni '60, a causa della costruzione dell'attuale chiesa della Visitazione di Maria a Elisabetta, in piazza Visitazione.

### Architettura civile

Il Molino Dorino nel 1989. In primo piano, sotto il ponticello, la roggia molinatoria ormai in secca

In epoca medievale il Monastero Maggiore vanta a Cerchiate, la proprietà di un mulino con torchio ed un cascinale, dei quali alcune parti sono ancora presenti in piazza Roma, al centro della frazione.
A Pero le uniche testimonianze di edifici rilevanti sono le cascine, di cui la più antica era certamente quella che sorgeva lungo la via Via Mediolanum-Verbannus e che ha dato il nome al comune (Cassina del Pero); di essa però non rimane alcuna traccia. Delle altre rimangono soltanto la Cascina del Bosco situata tra la cava e l'autostrada A4, la Cascina Bergamina e la Cascina Pioltina, queste ultime entrambe nella zona industriale.
L'unica villa di cui si ha documentazione storica è quella di un certo Conte Keller: era situata sempre nell'attuale zona industriale e di essa non rimane alcuna traccia materiale.
Da ricordare è certamente il Molino Dorino, che ha dato il nome alla stazione della metropolitana sulla linea 1, ancora presente sul confine con il comune di Milano, visibile tra la vegetazione lungo la tangenzialina Pero-Settimo.

## Società

### Evoluzione demografica
Nel XVI secolo secondo i censimenti, l'abitato di Pero superava già quello di Cerchiate: l'attuale frazione contava 112 abitanti compresi adulti e bambini, suddivisi in 12 famiglie, che lavoravano presso le tre monache del Monastero Maggiore (1568); Cassina del Pero e le altre cascine invece contavano 35 famiglie, con un totale di 107 adulti e ragazzi (1572), non erano conteggiati però i bambini.
Nel 1727 un altro censimento conteggiava 150 abitanti a Pero e 129 a Cerchiate. I successivi riguardano solo la popolazione della frazione: 156 nel 1852 e 342 nel 1921.
Nel corso del XX secolo la popolazione comunale, che nel 1950 si attesta attorno alle 2 500 unità, passerà le 6 300 nel 1961 e le 10 000 nel 1971, grazie principalmente all'immigrazione dal sud.
Abitanti censiti

### Etnie e minoranze straniere
Secondo le statistiche ISTAT al 1º gennaio 2017 la popolazione straniera residente nel comune era di 1 651 persone, pari al 14,7% della popolazione.
Le nazionalità maggiormente rappresentate in base alla loro percentuale sul totale della popolazione residente erano:
- Romania 358
- Egitto 164
- Ecuador 132
- Perù 130
- Ucraina 130
- Honduras 118
- Brasile 73
- Albania 70
- Cina 68
- Filippine 59
- Transnistria 1

## Geografia antropica

### Frazioni

#### Cerchiate
Frazione maggiore del comune, localizzata a nord-ovest del territorio medesimo, sulla sponda destra del fiume Olona (rispetto alla sorgente).
Circolate, Cerziate o Serchiate sono alcuni dei nomi con cui veniva chiamato Cerchiate nei documenti medievali o dell'epoca moderna. L'origine di tali nomi è incerta: secondo alcuni deriverebbe da quercula o cercula, a causa dei boschi di quercia presenti sul territorio; altri lo associano all'espressione de petra cergiate, con riferimento al torchio (pietra cerchiata) dell'antico mulino presente sul fiume.
In epoca medievale, fu possedimento delle Monache Benedettine del Monastero di San Maurizio in Milano. Il documento più antico in cui si menziona Cerchiate, è datato 29 luglio 1148, nel quale Papa Eugenio III conferma alla Badessa tutti i beni e i diritti del Monastero Maggiore (o di San Maurizio), su alcune chiese e corti, tra le quali è menzionato il tempio di Circolate. Altro documento postero, sancisce il diritto di proprietà del medesimo monastero, su un bosco di Cerchiate, oltre al diritto di usare liberamente le acque dell'Olona per l'irrigazione dei campi ed il funzionamento del mulino ivi presente.
Cerchiate e Pero furono due comuni autonomi fino al 13 maggio 1928, quando si decise l'aggregazione del primo comune al secondo, nonostante il dissenso dei cerchiatesi, che proponevano invece la sua fusione con Rho.

#### Cerchiarello
La frazione più piccola di Pero, è situata nella parte nord-ovest del territorio comunale, di fronte all'attuale Fiera di Rho-Pero, tra il Sempione e l'Olona, sulla sponda sinistra del fiume (rispetto alla sorgente), e quindi diviso tramite il corso d'acqua dall'altra frazione.
Viene citato per la prima volta in un avviso del 31 agosto 1819, redatto dalla Regia Cancelleria Censuaria del Distretto di Bollate (all'interno della Provincia asburgica di Milano), con il quale si appaltava la costruzione di un ponte sull'Olona che lo collegasse con Cerchiate.

## Economia

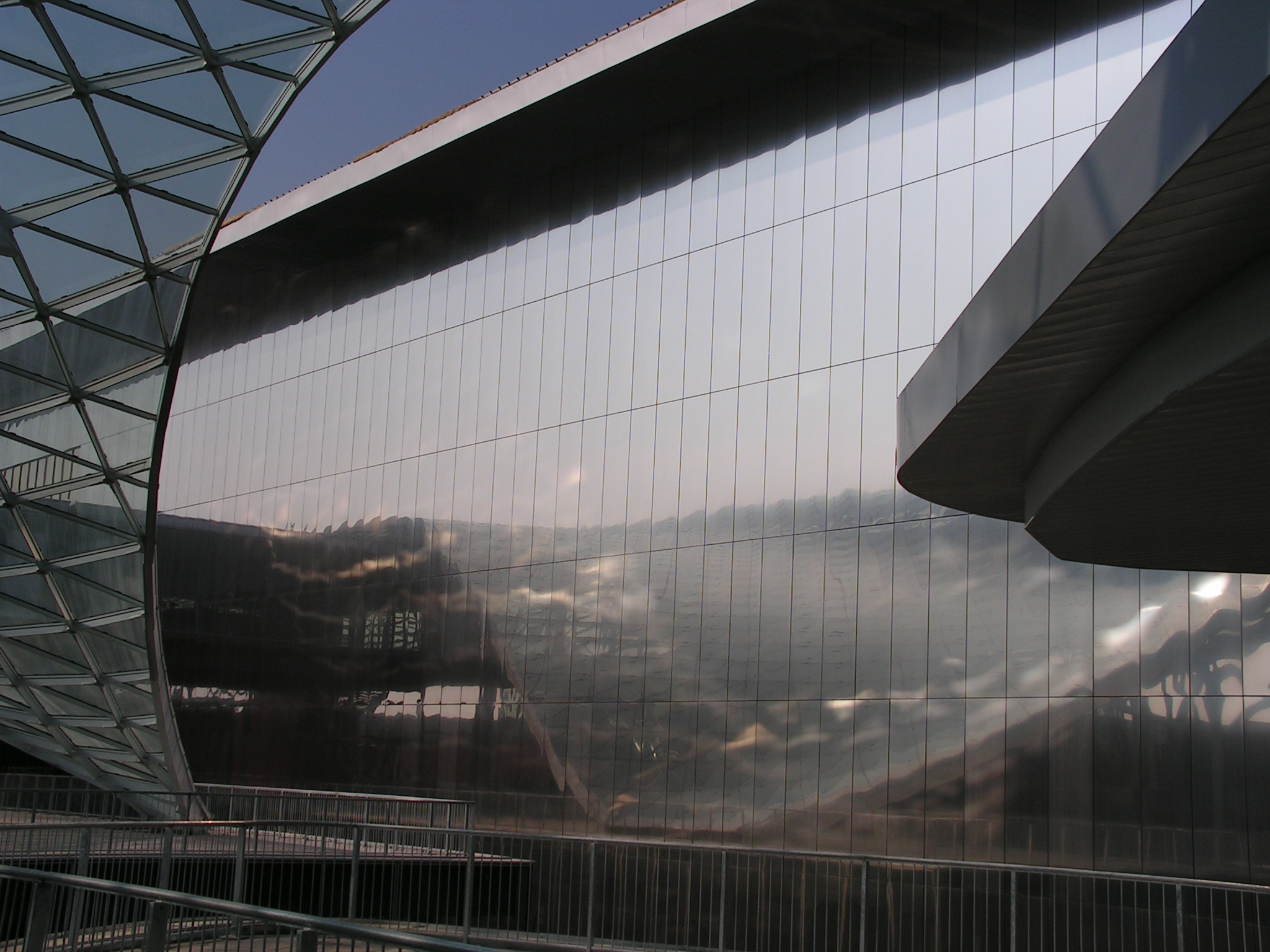
Un dettaglio del nuovo polo della Fiera di Milano.

L'economia di Pero, in cui l'industria gioca ancora un ruolo importante, è in via di transizione verso il terziario. La raffineria che dominava il paesaggio, a partire dalla metà degli anni ottanta ha ridotto gradualmente la sua attività fino a venire smantellata. Sul suo terreno e sul territorio adiacente del comune di Rho, dopo un enorme lavoro di bonifica è sorto il nuovo polo della Fiera di Milano, progettata dall'architetto Massimiliano Fuksas. L'indotto della fiera dovrebbe contribuire a modificare sostanzialmente l'assetto imprenditoriale del territorio, favorendo imprese di servizi, logistica, commercio e ricettività alberghiera.

## Infrastrutture e trasporti
Pero è attraversata dalla statale del Sempione e si trova a ridosso di un importante snodo viario composto dall'Autostrada Torino-Milano-Venezia, dalla Tangenziale Ovest di Milano e dalle autostrade che da Milano vanno verso Varese e Como.
La stazione di Rho Fieramilano, comune alle ferrovie Milano-Torino e del Sempione, è servita da collegamenti suburbani e regionali svolti da Trenord nell'ambito del contratto di servizio stipulato con la Regione Lombardia, nonché corse a lunga percorrenza in occasione degli eventi fieristici.
I collegamenti verso Milano si avvalgono della linea 1 della Metropolitana di Milano, che ha una fermata nel centro del paese e una presso la fiera.
La mobilità urbana è inoltre integrata con autocorse suburbane e interurbane operate da STIE e Movibus.
Fra il 1880 e il 1966 la città era servita dalla tranvia Milano-Gallarate, gestita dalla STIE.

## Amministrazione

### Gemellaggi
- Fuscaldo[13]